# Еллінізм (релігія)

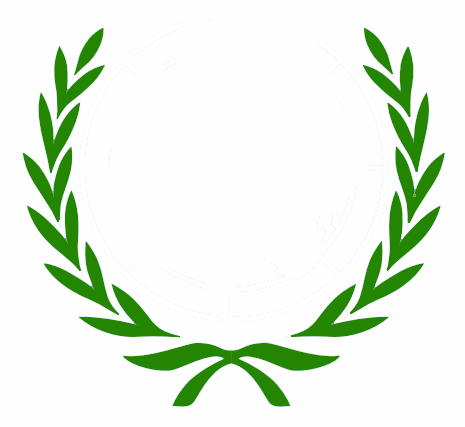
Один із символів еллінізму

Еллінізм (грец. Ἑλληνισμός) також відомий як додекатеїзм (грец. Δωδεκαθεϊσμός) або олімпіанізм (грец. Ὀλυμπιανισμός) — грецька національна релігія, яка визначається як сукупність вірувань і культових практик, виражених нацією греків з глибин античності, таких як грецька міфологія або Дванадцять богів Олімпу. Підпорядковується «Вищій раді етнічних еллінів», згідно з яким, грецька національна релігія не визнає догм, святих книг, пророків, центрального священства і суворих ритуалів, але змінює свою форму відповідно до темпераменту, менталітету та інститутів громади (автономного міста в давнину), яка щоразу її проявляє.
В античності цей культ не мав конкретної назви, та й не потребував її. Сучасне найменування відповідає обраній імператором Юліаном у 4 столітті назві, що позначала греко-римське язичництво перед обличчям християнства, де під Hellenismos Юліан мав на увазі культуру і спосіб життя (цивілізацію), гуманізм, а не «релігію» в тому сенсі, який ми надаємо цьому слову в 21 столітті. Тривалий час ця релігія перебувала під забороною через укази римського імператора Феодосій І низкою указів між 391 і 392 роками, і зазнала відродження тільки в 90-тих роках 19 ст.
Кількість прихильників еллінізму нині зростає. Джерела всередині руху вказують на 400 000 елліністів у всьому світі; за іншими оцінками, кількість елліністів в одній лише Греції становить від 100 000 до 200 000 прихильників, а кількість інституційних членів — близько 2000. На противагу цьому, уряд США в 2006 році назвав набагато нижчу цифру в 2000 прихильників в загальному сенсі. Послідовники грецької етнічної релігії стикаються з різним ступенем дискримінації в Греції, яка має переважну більшість православного населення.

## Доктрини
Елліни поклоняються дванадцяти олімпійцям і загалом різним божествам еллінського пантеону, богам природи та захисту. Дванадцять богів отримали таку назву тому, що, згідно з грецькою міфологією, вони жили на горі Олімп; деякі сучасні елліни проводять чітке розмежування між міфологією і теологією.
Еллінізм — це насамперед вотивна і віддана релігія, поклоніння якій ґрунтується на жертвоприношеннях богам, щоб отримати їхній захист і благословення. Відданість своїм богам тісно пов'язана з етичною заповіддю евзебеї. Ця практика не керується центральною Церквою, але має тенденцію бути досить уніфікованою у своїх різноманітних проявах, керованою настільки ж різноманітними елліністичними організаціями. Цей організаційний поділ означає, що немає центрального духовенства, але кожна організація має власні семінарії для створення власного священичого апарату, через який вона регулює ритуали та церемонії.
Є також люди, які, як і в інших релігіях неоязичницького руху, практикують на самоті, не приєднуючись до жодної інституції. Особистий досвід є загальноприйнятим в елліністичних спільнотах і називається неперевіреним особистим гнозисом, термін, який також використовується іншими неоязичницькими організаціями, зокрема, Етенами. Ритуали основних організацій дуже схожі, якщо не однакові, більшість елліністів фактично є реконструкторами. За словами Ізе, елліністична духовність характеризується відсутністю догматичної структури, абсолютних правил і священних текстів, які вважаються богонатхненними. Навпаки, еллінізм вважає багато текстів, екстрапольованих з класичної традиції, гідними пошани і корисними для богословського дискурсу.

### Теологія
Давньогрецька релігія була виразно політеїстичною релігією, в якій божества інтерпретувалися як втілення принципів природи, яка фактично була сакралізована. Теогонія Гесіода містить політеїстичний міф про створення світу. У пізніші часи не бракувало спроб систематизувати богослов'я відповідно до пантеїстичних та моністичних систем. Прикладами цих тенденцій були неоплатонізм і та сама релігія, яку намагався інституціоналізувати Юліан.
Сучасний еллінізм, будучи насамперед реконструктивістським, нібито базується на античній концепції. Це насамперед політеїстична і пантеїстична релігія, а божества сприймаються як духовні сутності, що керують проявами природи на її найелементарніших рівнях, проявами життя і космосу. Це тенденція більшості, хоча є групи, які підкреслюють більш моністичний напрямок, розглядаючи божества як багато аспектів або людські репрезентації єдиного предковічного духовного принципу, Єдиного.
Спільною ниткою, що об'єднує всі богословські концепції елліністичних груп, є космотеїзм (від дав.-гр. cosmotheasis, буквально «бачення всесвіту»). Ця ідея ототожнює космос із самим Єдиним і мислить його як систематизований гармонією самої сутності, яка складає всі речі і протікає через всі речі. Іконографічне зображення божеств необхідне для того, щоб забезпечити людині візуальний і чуттєвий комфорт. Однак боги виходять за межі іконографічного зображення; вони насправді є сутностями, без форми, без фізичного тіла, без статі і без характеру в людському розумінні цього терміна. Боги визначаються як безособові сили або інтелект, які проявляють себе через правила гармонії, на яких ґрунтується природний світ.
Згідно з еллінським богослов'ям, універсальна сутність прагне організувати себе відповідно до логіки у своєму творенні світів. Ця логіка називається ананке. Тому можна сказати, що боги беруть участь у вічному творенні, тобто в безперервному процесі еволюції та реалізації, якому підпорядковані всі речі, що існують. Творіння не є завершеною подією, але є вічним, оскільки складається з багаторічної послідовності циклічних процесів життя і смерті, на яких також ґрунтується реінкарнація, що є найпоширенішою есхатологічною ідеєю серед елліністів.

### Етика
Еллінська релігія не має догм, тобто нібито об'явлених абсолютних істин, а навпаки, віддає перевагу ідеї, що людина повинна сама прийти до розуміння космосу через повагу до життя, природи і всього сущого.
Світ, який оточує людину, є проявом Єдиного. Тому природа є засобом, за допомогою якого людина може подолати завісу майї, породжену фізичними відчуттями. Ритуалізм і релігійна практика служать людині для підтримки балансу контакту зі світом природи, а отже, зі світом божественного. Тому їхня функція насамперед медитативна. Природа є сакралізованою, і як така повинна викликати велику пошану і повагу. Додекатеани, як і інші неоязичники, часто займаються екологічною діяльністю. Основними заповідями, які є частиною додекатеанської доктрини, є ті, що містяться в Дельфійських максимах, а саме: взаємність, гостинність (ксенія) і повага, що супроводжуються самоконтролем і самопізнанням. Ці цінності допомагають людям вести мирне життя, засноване на повазі до інших.
Життя кожного додекатеїста ґрунтується на обміні благами, багатством і якостями. Іншою важливою заповіддю етичної доктрини додекатеїзму є евзебея, тобто відданість божествам. Це поняття тісно пов'язане з повагою до природи, оскільки самі божества ототожнюються з нею. Щастя людини залежить від її ролі у світі та її ставлення до нього. Якщо людина поважає і шанує божества (світ природи), вона сприяє збереженню балансу природи, суспільства і самої себе.

## Гоніння
Сучасні прихильники додекатеїзму часто зазнають дискримінації, особливо з боку Грецької Православної Церкви. У 2004 році в Греції виникли суперечки, які мобілізували деякі додекатеїстичні спільноти. Професор Гіоргос Донтас, президент Афінського археологічного товариства, публічно висловив обурення з приводу шкоди, завданої пам'яткам біля Парфенону та Акрополя через підготовку до Олімпіади. Незадовго до початку ігор журналістка Рема Елліс підготувала репортаж про відродження, яке торкнулося давньогрецької релігії. У документальному фільмі вона розповіла про насильство, яке торкнулося язичницьких громад, включаючи спалення книгарні в Афінах, яка випускала публікації, що сприяли відновленню додекатеїзму.
22 січня 2007 року в храмі Зевса Олімпійського в Афінах відбувся ритуал; У ті ж дні Ефстатіос Коллас, президент асоціації грецьких православних священиків, назвав додекатеїстів купкою негідників, ексгуматорами мертвої і виродженої релігії, які бажають повернутися до жахливих і туманних ілюзій минулого, а Дорета Пеппа, верховна жриця еллінів, також з цієї нагоди поставила під сумнів легітимність додекатеїстичної релігії, яка була зметена насильством християнства, а тепер, в ім'я свободи віросповідання, практикується знову. 

## Критика
Противники грецької національної релігії зазначають, що еллінізм не має єдності і є проявом націоналістичного екстремізму; вдається до популізму, закликаючи до відродження минулої слави. Згідно зі статтею в британський газеті «The Guardian» 2007 року, еллінізм приваблює греків передусім не тому, що надає які-небудь власні актуальні ідеї, а тому, що позиціює себе як протилежність до авторитарного православ'я.
Грецький православний богослов Георгій Металлінос у 1995 році стверджував, що європейська культура має помітну симпатію до Стародавньої Греції, але її менталітет антиеллінський. Сучасна Європа є породженням Карла Великого, найбільшого ворога еллінізму в історії. Вона не еллінсько-християнська, а франко-германська, що взяла стародавній еллінізм і змінила його в межах своїх стандартів.